# Fondo Mexicano del Petroleo para la Estabilizacion y el Desarrollo
Der Fondo Mexicano del Petróleo para la Estabilización y el Desarrollo (deutsch: „Mexikanischer Erdölfonds für Stabilisierung und Entwicklung“, LFMPED) ist ein Staatsfonds der mexikanischen Regierung, der geschaffen wurde, um die Einnahmen aus der Ölindustrie des Landes zu verwalten und zu investieren.
Per Ende 2024 verwaltete der Fonds ein Vermögen von 4,7 Milliarden USD.

## Geschichte
Die Einrichtung des Fonds wurde vom Ministerium für Finanzen und öffentliche Kredite (Secretaría de Hacienda y Crédito Público, SCHP) geplant und von der Banco de México verwaltet. Der Fonds wurde am 30. September 2014 ins Leben gerufen, nahm jedoch erst am 1. Januar 2015 seine Tätigkeit auf. Die Einrichtung des Fonds ist Teil der Energiereform in Mexiko, die auf die sinkende Ölproduktion reagierte, die den Staatshaushalt belastete. Der Fonds ist Mitglied des International Forum of Sovereign Wealth Funds und hat sich den 24 Santiago-Prinzipien verpflichtet, einem freiwilligen Standard bewährter Verfahren für die Verwaltung von Staatsfonds, der von den Mitgliedern gebilligt wurde.
Ende 2024 wurden einige Reformen über die Organisation und die Befugnisse des Fonds verabschiedet.